# Ungern i olympiska vinterspelen 1928
Ungern deltog med 13 deltagare vid de olympiska vinterspelen 1928 i Sankt Moritz. Ingen av landets deltagare erövrade någon medalj.